# Играещи деца (филм, 1896)
„Играещи деца“ (на нидерландски: Spelende kinderen) е нидерландски късометражен ням филм от 1896 година, заснет от един от пионерите на филмовата индустрия в „ниската земя“, режисьора Махиел Хендрикус Ладе. Той е един от първите филми в историята на нидерландското кино. Кадри от филма не са достигнали до наши дни и той се смята за изгубен.